# Pseuderanthemum parishii
Pseuderanthemum parishii är en akantusväxtart som först beskrevs av C. B. Cl., och fick sitt nu gällande namn av Gustav Lindau. Pseuderanthemum parishii ingår i släktet Pseuderanthemum och familjen akantusväxter. Inga underarter finns listade i Catalogue of Life.